# سالارپور کهدار
سالارپور کهدار (به انگلیسی: Salarpur Khadar) یک منطقهٔ مسکونی در هند است که در Gautam Buddh Nagar district واقع شده‌است.

## خصوصیات
سالارپور کهدار ۱۰٬۷۷۲ نفر جمعیت دارد.